# Ciencias biomedicas

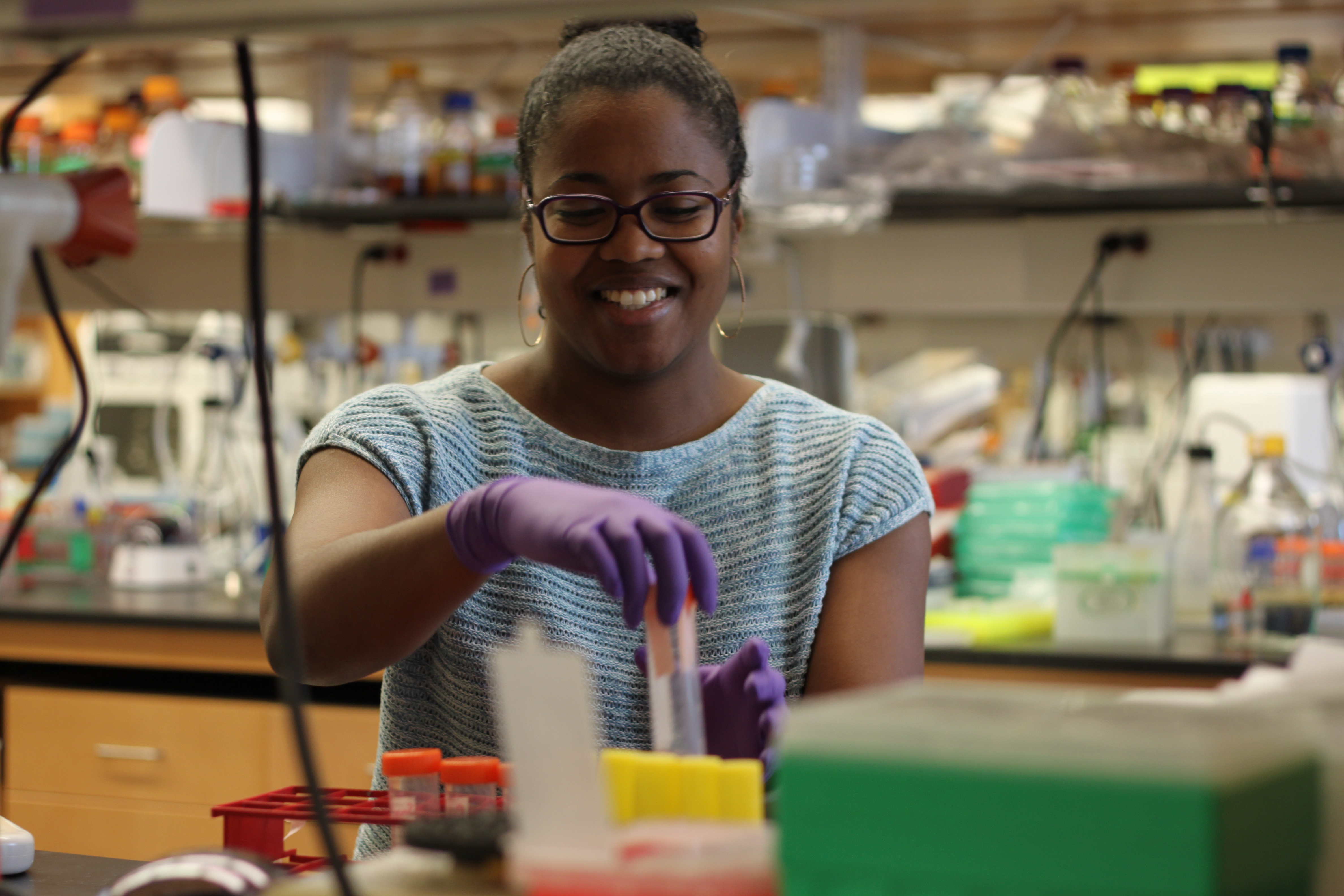
Un bioquímico dedicado a la investigación.

Las ciencias biomédicas son un conjunto de ciencias que aplican partes de las ciencias naturales, formales, o ambas, para desarrollar conocimientos, intervenciones o tecnologías útiles para la atención sanitaria o la salud pública. Tales disciplinas como la microbiología médica, la virología clínica, la epidemiología clínica, la epidemiología genética e ingeniería biomédica son ciencias médicas. Sin embargo, al explicar los mecanismos fisiológicos que operan en los procesos patológicos, la fisiopatología puede ser considerada como una ciencia básica.
Las ciencias biomédicas, definidas por la Declaración de referencia de la Agencia de Garantía de Calidad para la Educación Superior del Reino Unido en 2015, se incluyen aquellas disciplinas científicas cuyo enfoque principal es la biología de la salud y las enfermedades. Abarca desde el estudio genérico de las ciencias biomédicas y la biología humana hasta materias más especializadas, en las áreas tales como la farmacología, la fisiología humana y la nutrición. Se apoya de las ciencias básicas pertinentes como la anatomía y la fisiología, biología celular, bioquímica, microbiología, genética y biología molecular, inmunología, matemáticas y estadística, y la bioinformática. Como tales, las ciencias biomédicas tienen una gran variedad más amplia de actividades académicas de investigación y de significancia económica que es definida por el laboratorio de ciencias hospitalario. Las ciencias biomédicas son el enfoque primordial de investigación y financiación de la biociencia del siglo XXI.

## Roles dentro de la ciencia biomédica
Un subconjunto de las ciencias biomédicas es la ciencia del diagnóstico clínico de laboratorio. En el Reino Unido suele denominarse "ciencias biomédicas" o "ciencias de la salud". Existen al menos 45 especialidades dentro de las ciencias de la salud, que se agrupan tradicionalmente en tres divisiones principales:
- especialidades relacionadas con las ciencias de la vida
- especialidades relacionadas con la ciencia fisiológica
- especialidades relacionadas con la física médica o la bioingeniería

## Especialidades en ciencias de la vida
- Toxicología molecular
- patología molecular
- La ciencia de la transfusión de sangre
- Citología cervical
- Bioquímica clínica
- embriología clínica
- Inmunología clínica
- Microscopio de electrones
- Garantía de calidad externa
- Hematología
- Hemostasia y trombosis
- Histocompatibilidad e inmunogenética
- Histopatología y citopatología
- Genética molecular y citogenética
- Biología molecular y biología celular
- Microbiología incluida la micología
- Bacteriología
- Enfermedades tropicales
- Flebotomía
- Banco de tejidos / trasplante
- Virología

## Ciencias biomédicas en el Reino Unido
El personal de ciencias de la salud es una gran parte importante del Servicio Nacional de Salud de Gran Bretaña. Mientras que solo el 5% del personal de NHS trabaja en ciencias de la salud, el 80% de todos los diagnósticos pueden atribuirse a su trabajo.
Una parte importante del trabajo de NHS es el volumen de trabajo de los especialistas en ciencias de la salud. Cada año, los científicos sanitarios del NHS llevan a cabo:
- casi mil millones de pruebas de laboratorio de patología
- más de 12 millones de pruebas fisiológicas
- apoyo a 1,5 millones de fracciones de radioterapia

Los cuatro gobiernos del Reino Unido han reconocido la importancia de la ciencia sanitaria para el Servicio Nacional de Salud (NHS), presentando la iniciativa de Modernización de las Carreras Científicas para asegurarse que la educación y la formación de los científicos de la salud garanticen la flexibilidad  necesaria para satisfacer las necesidades de los pacientes al tiempo  se mantienen actualizados con los desarrollos científicos Los titulados en un programa acreditado de ciencias biomédicas también pueden solicitar el programa de formación de científicos del NHS, que ofrece a los candidatos seleccionados la oportunidad de trabajar en un entorno clínico al tiempo que estudian para obtener una maestría o un doctorado.

## La ciencia biomédica en elsigloXX
Ya que se hicieron varios avances sobre cómo tratar enfermedades y ayudar al sistema inmunológico, en éste punto de la historia, el área de la medicina fue el subcampo más predominante de la ciencia biomédica. Así como el nacimiento de los aumentos corporales.

### 1910s
En 1912, se fundó en el Reino Unido el Instituto de Ciencias Biomédicas. Después de 117 años, el instituto sigue en pie hoy en día y sigue publicando regularmente trabajos sobre los principales avances en el tratamiento de enfermedades y otros avances en este campo. En la actualidad, el IBMS representa aproximadamente a unos 20.000 miembros empleados principalmente en el Servicio Nacional de Salud y en laboratorios privados.[cita requerida]

### 1920
En 1928, el científico británico Alexander Fleming creó el primer antibiótico, la penicilina. Este fue un gran avance en la ciencia biomédica porque permitió tratar las infecciones bacterianas.
En 1926, el médico australiano Dr. Mark C. Lidwell fabricó el primer marcapasos artificial. Esta máquina portátil se enchufaba a la corriente. Uno de los polos se aplicaba sobre una almohadilla de piel empapada con una solución salina fuerte, mientras que el otro consistía en una aguja aislada hasta la punta que se introducía en la cámara cardiaca correspondiente y ponía en marcha la máquina. Se incorporó un interruptor para cambiar la polaridad. La frecuencia del marcapasos oscilaba entre unos 80 y 120 pulsos por minuto y el voltaje también era variable de 1,5 a 120 voltios.

### 1930
Fue una gran época la década de 1930 para la investigación biomédica, ya que en ella se generalizaron los antibióticos y se empezaron a desarrollar vacunas. La idea de una vacuna contra la poliomielitis, fue presentada por el Dr. Maurice Brodie en 1935. Brodie preparó una vacuna muerta contra la poliomielitis, que luego probó en chimpancés, en sí mismo y varios niños. Los ensayos de las vacunas de Brodie fueron deficientes ya que el virus de la poliomielitis se activó en muchos de los humanos de prueba. Muchos sujetos sufrieron efectos secundarios fatales, que paralizaron y causaron la muerte.

### 1940
Durante y después de la Segunda Guerra Mundial, la rama de la ciencia biomédica proyectó una nueva era de tecnología y métodos de tratamiento. Por ello, en 1941, el urólogo e investigador del cáncer Charles B. Huggins implementó el primer tratamiento hormonal para el cáncer de próstata. Huggins descubrió que si se removían los testículos de un hombre con cáncer de próstata, el cáncer no tenía dónde propagarse y nada de que alimentarse, poniendo así al sujeto en remisión. Este avance condujo al desarrollo de fármacos bloqueantes de hormonas, que son menos invasivos y que se siguen utilizando en la actualidad. A finales de la década de 1949, se realizó el primer trasplante de médula ósea en un ratón. La operación fue realizada por el Dr. Leon O. Jacobson, que descubrió que podía trasplantar tejidos de médula ósea y bazo en un ratón que carecía de médula ósea y tenía el bazo destruido. Este procedimiento se sigue utilizando en la medicina moderna y ha salvado innumerables vidas.

### 1950
En la década de 1950, se produjeron innovaciones tecnológicas en todos los campos, pero sobre todo muchos avances que dieron lugar a la medicina moderna. El 6 de marzo de 1953, el Dr. Jonas Salk anunció la finalización con éxito de la primera vacuna contra la poliomielitis a base de virus muertos. La vacuna se probó en unos 1,6 millones de niños canadienses, estadounidenses y finlandeses en 1954. El 12 de abril de 1955 se anunció que la vacuna era segura.